# Championnat du monde des rallyes-raids 2013
Navigation
2012 2014
Le championnat du monde des rallyes-raids 2013 est la 11e édition du championnat du monde des rallyes-raids organisée par la Fédération internationale de motocyclisme. Il comporte 6 manches au calendrier.

## Calendrier et règlement

### Manches du championnat[1]
- Le Abu Dhabi Desert Challenge aux Émirats arabes unis.
- Le Sealine Cross-Country Rally au Qatar.
- Le Sardegna Rally Race (en) en Italie.
- Le Desafío Ruta 40 en Argentine.
- Le Rallye dos Sertões au Brésil.
- Le Rallye des Pharaons en Égypte.

## Résultats
| Manche | Rallye                                                           | Podium | Podium              | Podium           | Podium              |
| Manche | Rallye                                                           | Pos.   | Pilote              | Pilote F         | Pilote Quad         |
| ------ | ---------------------------------------------------------------- | ------ | ------------------- | ---------------- | ------------------- |
| 1re    | Abu Dhabi Desert Challenge 5 -11 avril résultats détaillés       | 1er    | Marc Coma           | Camélia Liparoti | Mohamed Abu Issa    |
| 1re    | Abu Dhabi Desert Challenge 5 -11 avril résultats détaillés       | 2e     | Paulo Gonçalves     |                  | Obaid Alkitbe       |
| 1re    | Abu Dhabi Desert Challenge 5 -11 avril résultats détaillés       | 3e     | Sam Sanderlang      |                  | Rafał Sonik         |
|        |                                                                  |        |                     |                  |                     |
| 2e     | Sealine Cross-Country Rally 28 avril - 4 mai résultats détaillés | 1er    | Marc Coma           |                  | Rafał Sonik         |
| 2e     | Sealine Cross-Country Rally 28 avril - 4 mai résultats détaillés | 2e     | Paulo Gonçalves     |                  | Obaid Alkitbe       |
| 2e     | Sealine Cross-Country Rally 28 avril - 4 mai résultats détaillés | 3e     | Jakub Przygoński    |                  | Mohamed Abu Issa    |
|        |                                                                  |        |                     |                  |                     |
| 3e     | Sardegna Rally Race (en) 31 mai - 5 juin résultats détaillés     | 1er    | Marc Coma           | Serena Ghione    | Rafał Sonik         |
| 3e     | Sardegna Rally Race (en) 31 mai - 5 juin résultats détaillés     | 2e     | Paulo Gonçalves     | Paola Riverditi  | Pablo Copetti       |
| 3e     | Sardegna Rally Race (en) 31 mai - 5 juin résultats détaillés     | 3e     | Joan Pedrero Garcia | Camélia Liparoti | Mauro Almeida       |
|        |                                                                  |        |                     |                  |                     |
| 4e     | Desafío Ruta 40 15 - 22 juin résultats détaillés                 | 1er    | Francisco Lopez     |                  | Rafał Sonik         |
| 4e     | Desafío Ruta 40 15 - 22 juin résultats détaillés                 | 2e     | Marc Coma           |                  | Pablo Copetti       |
| 4e     | Desafío Ruta 40 15 - 22 juin résultats détaillés                 | 3e     | David Casteu        |                  | Emiliano Fuenzalida |
|        |                                                                  |        |                     |                  |                     |
| 5e     | Rallye dos Sertões 23 juillet -4 août résultats détaillés        | 1er    | Paulo Gonçalves     |                  | Robert Naji Nahas   |
| 5e     | Rallye dos Sertões 23 juillet -4 août résultats détaillés        | 2e     | Cyril Despres       |                  | Marcelo Medeiros    |
| 5e     | Rallye dos Sertões 23 juillet -4 août résultats détaillés        | 3e     | Marc Coma           |                  | Mauro Almeida       |
|        |                                                                  |        |                     |                  |                     |
| 6e     | Rallye des Pharaons 28 septembre - 5 octobre résultats détaillés | 1er    | Paulo Gonçalves     |                  | Rafał Sonik         |
| 6e     | Rallye des Pharaons 28 septembre - 5 octobre résultats détaillés | 2e     | Marc Coma           |                  | Camélia Liparoti    |
| 6e     | Rallye des Pharaons 28 septembre - 5 octobre résultats détaillés | 3e     | Joan Barreda Bort   |                  |                     |
|        |                                                                  |        |                     |                  |                     |
|        | Classement mondial                                               | 1er    | Paulo Gonçalves     | Camélia Liparoti | Rafał Sonik         |
|        |                                                                  |        |                     |                  |                     |